# Attentat du 25 mars 2016 à Al-Asriya
L'attentat du 25 mars 2016 à Al-Asriya en Irak désigne un attentat-suicide à la bombe s'étant déroulé lors d'un match de football de jeunes, dans la ville éponyme, située au sud de Bagdad.

## Déroulement
Le 25 mars 2016 vers 19h00, lors de la remise des trophées par le maire Ahmed Shaker, un adolescent commet un attentat-suicide au milieu de la foule. Le maire est tué lors de l'attaque.

## Bilan provisoire
Le bilan provisoire fait état de 32 morts et 84 blessés.

## Réactions internationales
- Gianni Infantino, le président de la FIFA, déclare être « choqué et terriblement attristé »[5].